# カスミソウ
カスミソウ（Gypsophila elegans）は、ナデシコ科の植物。仏花用などに切り花が生産されるほか、花壇で栽培されることもある。ムレナデシコという和名もある。

## 生態
耐寒性または半耐寒性の一年草。ウクライナ、コーカサス地方、イラン北部などの高緯度地方が原産。花色は白か淡赤色。他のカスミソウ属と同様、岐散花序を形成する。
長日植物で、日長10時間以下の短日条件では開花が抑制される。12時間以上の長日条件で開花が促進されるが、その効果は日長が長いほど強い。また短日条件でロゼット化が誘導されるが、温度はロゼット化にはあまり影響していないとされる。

## 利害
切り花や花壇用に栽培・生産される。しかし開花調節技術が確立されておらず、長期出荷が可能になっていないため、同属のシュッコンカスミソウ（宿根カスミソウ）に比べ生産量は劣る。